# بحيرة تابر الصغيرة
بحيرة تابر الصغيرة، هي بحيرة تقع في مقر ويتني في نيويورك. أنواع الأسماك الموجودة في البحيرة هي سمك السلمون المرقط، وسمك الشمس. هناك إطلاق يدوي متاح في مقر ويتني.